# 埃馬努埃萊·菲利貝托 (薩伏依)

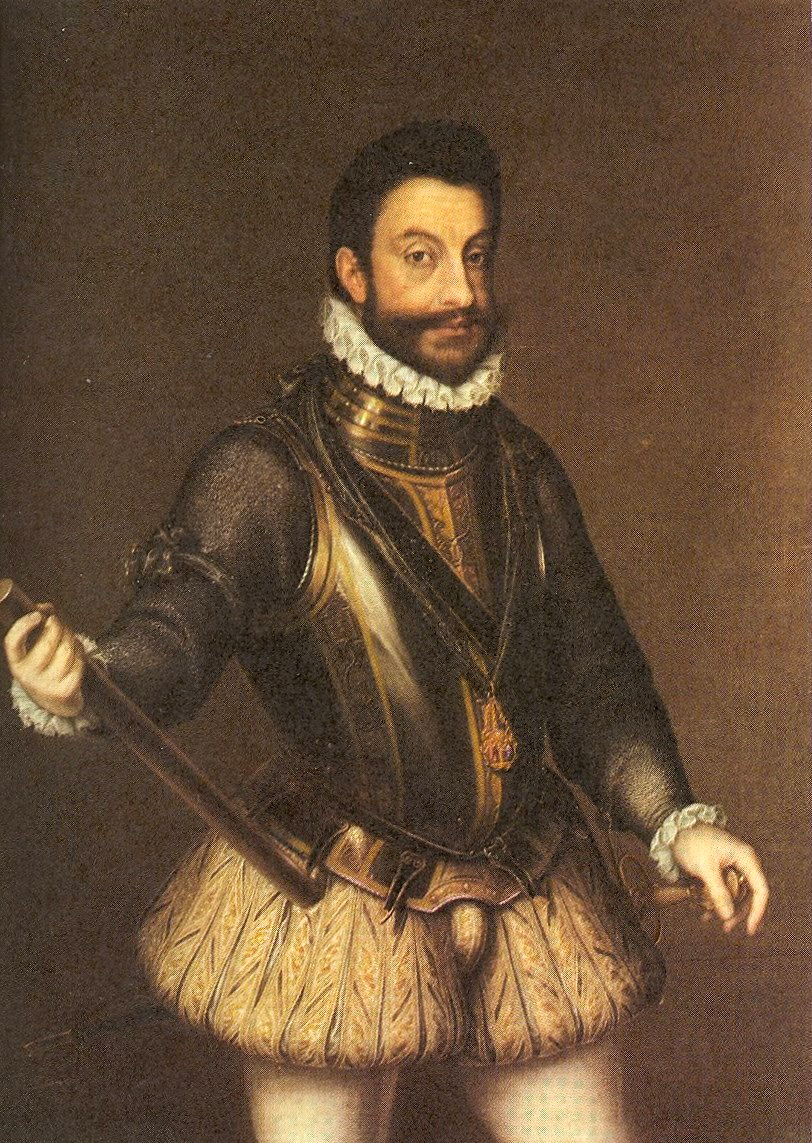
1580年的埃馬努埃萊·菲利貝托

埃馬努埃萊·菲利貝托（義大利語：Emanuele Filiberto,1528年7月8日—1580年8月30日），綽號「鐵頭」（Testa di ferro）的萨伏依公爵（1553年~1580年），因為他是精明強幹的優秀名將而得此綽號。在他年幼時，家族領地薩伏依自1536年長期被法國佔領以抗衡西班牙在義大利的霸權，後來因1557年西敗法的聖康坦戰役而得回失去的國土，重建薩伏依王朝。他遷都都靈並讓義大利語成為薩國國語，大大促進了薩伏依的義大利化，但他提升薩伏依國際地位的努力卻沒有太大的成就，要到其子卡洛·埃曼努埃莱一世才達到顯著的成就。

## 早年

埃馬努埃萊·菲利贝托的雕刻

他出生於尚贝里（當時薩伏依公國的首都，今法國東部一地），是薩伏依公爵卡洛三世與葡萄牙公主貝特里絲唯一長大成人的孩子。因為他8歲時父親失去了公國，他長大後就在西班牙哈布斯堡王朝的手下領軍和法王弗朗索瓦一世打仗，希望奪回祖先領地。1553年7月他佔領黑斯丁證明自己的軍事才幹；8月時他父親去世，他繼承薩伏依公爵的空殼頭銜，於1555年至1559年為他的表兄──西王腓力二世擔任尼德蘭總督。

## 光復國土

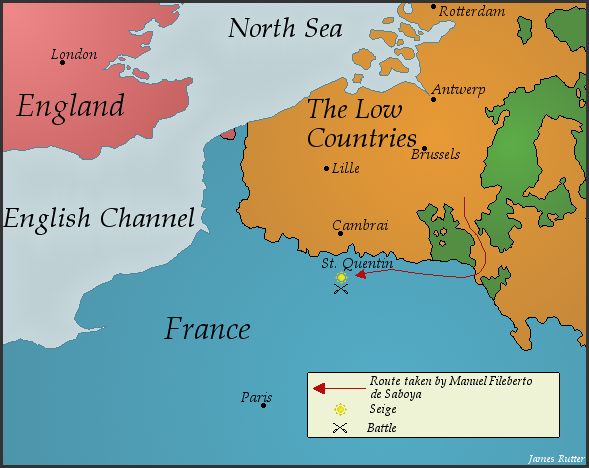
1557年的聖康坦戰役 (1557年)，西軍獲得對法國的輝煌大勝。圖片顯示西軍主帥──「鐵頭」埃馬努埃萊·菲利貝托的行軍路線

1550年代埃馬努埃萊率領西班牙軍入侵法國北部，並於1557年8月10日在聖昆廷擊敗法軍主力的蒙莫朗西元帥（法國第一權臣兼法蘭西王室統帥），締造了輝煌的勝利， 使他的軍事名聲達到巔峰。當時他率領六萬的西英聯軍，灵活地指挥着军队、方向多变，一会儿像是要威胁到马利恩堡，一会儿像是去罗克鲁瓦，最后到达吉斯，在城下停了三天，一系列假动作迷惑住了法军，接着他尽遣轻骑兵，出其不意地包围了聖昆廷。人數劣勢的法軍主力（只有2.6萬人）決戰時，被突襲而彻底溃败了。讷维尔公爵路易、孔代亲王路易、弗朗索瓦·德·蒙莫朗西带着所率部队逃到了拉费尔，但其他人大多被俘被杀。被杀的有一位波旁的亲王昂吉安伯爵吉恩、蒙莫朗西的女婿蒂雷納子爵法蘭西斯、六百多名贵族，共有三千多人。此外有1.4萬法軍被俘，包含主帥蒙莫朗西公爵本人、圣安德烈、隆格维尔、拉罗什富科等，法军所有物资、旗帜、辎重和军火都落入敌手，西班牙的损失只有八十多人。这场战役无异于第二个帕维亚战役，徹底結束了長達60多年的意大利戰爭。
他也是英王亨利八世女兒伊麗莎白一世的追求者。隨著法國和西班牙於1559年簽署有好的卡托-康布雷西和约（結束六十多年的意大利戰爭），埃馬努埃萊的公爵領土被正式歸還，他還在法王亨利二世的撮合下，娶了大五歲的表姊──36歲的法國公主瑪格麗特（貝里女公爵），是法王亨利二世的妹妹。兩人婚後唯一的孩子是薩沃伊的卡洛·埃曼努埃莱一世。
雖然1559年的卡托-康布雷西和约將皮埃蒙特和薩伏依的大部分還給埃馬努埃萊，但是都靈、基耶里、皮內羅洛、基瓦索、維拉諾瓦達暫時都還在法國手裡，因為法國王室認為這些土地是否直接屬於薩伏依公爵還有爭議。幸好埃馬努埃萊的夫人瑪格麗特對夫家的權益據理力爭，靠著她的聰慧和品德，以及公爵的戰略技術，在談判桌上讓法國陸續歸還上述領地，直到1562年底只剩皮內羅洛、薩維利亞諾和佩羅薩未還。後來因為法國爆發從1562-1598年的宗教內戰，埃馬努埃萊終在1574年讓法王亨利三世歸還那三塊土地，同時讓制衡法軍的西班牙軍隊從薩伏依的阿斯蒂和桑梯亞撤出，完整光復了薩伏依公國的主權。他又在1563年將首都從香貝里遷到都靈（人口2.3萬），並建立大規模的堡壘工事。

## 軍事改革
趁著法國陷入30多年的新、舊教內戰，他一心一意擴展領土。他特別注重軍事力量以保衛國家，像是以有限的方式建立徵兵制（民兵），對每個教堂的教區徵召一支軍隊，由在職軍人進行正規訓練，又建立地方騎兵隊，但讓中產以上者志願參加而不強迫。徵兵制不包含貴族，因為這種地方民兵只在防守戰時使用，不算常備軍。他建立的常備軍一部分是在和平時期作防衛戍守，一部分在需要時由長期設置的隊長招募，因此常備軍主要是由公國人民組成的募兵制。除了陸軍，他也想到建立一支小型的海軍艦隊，但好不容易籌建的幾艘主力艦卻在1571年的勒班陀海戰遭到重創，使他的海軍實力與計畫逐漸衰弱而無實際作用。

## 內政集權
鑒於16世紀上半國家的災禍，公爵對薩伏依的行政管理採取統一和中央集權的政策，同時削弱貴族力量。首先他不再召集國家議會，實際上等於解散能夠抗衡君權的（貴族）議會，這是因法國佔領期（1536-1559年）議會完全退化衰落，才讓埃馬努埃萊有機可趁。其次他簡化、統一了民法跟刑法的立法跟司法管理，在地方法官之上增設省法官（即省督）；最高司法授權於法國在都靈和香貝里建立的兩個議會，只是改名為元老院。第三他對薩伏依的法規、制度做了全面的進步改革，規定法條和規章都要用義大利文和法文兩樣並寫，於是義大利文取代了拉丁文成為官方語言。

## 財經發展
財政上，埃馬努埃萊為了擴大稅收以強化軍事，他大幅提升領地的直接、間接稅（包含鹽稅、葡萄酒稅和消費稅），使稅收極為沉重，但他小心謹慎地管理稅入以償付大多數債務並建立儲備基金，讓他收支平衡。在前法國佔領的經濟殘破之後，他全力發展國家的經濟，如注重農業、大力興修水利灌溉；以特權或保護政策建立多樣的手工業，如紡織業在鼓勵外國優秀工匠的移居而高度發展，又在1561年廢除農奴制，並建立優質的郵政服務、改善貨幣流通和金融穩定。他還參與瓦爾達奧斯塔的開礦事業、改善交通；奪取鄧達伯爵封地（確保了與尼斯的交通貿易）和奧內利亞（讓皮埃蒙特有了出口海港），讓領土擴大也極大地有利於經濟發展。公爵甚至覬覦薩沃納（由熱那亞共和國統治），但他的擴張計畫未能實現。

## 外交事業
1560年代埃馬努埃萊原本希望建立天主教聯盟，未能成功後轉而在西、法之間採取中立政策。在義大利積極結盟威尼斯並訂下親善協議，但因為威尼斯採取消極的中間政策（在西班牙、土耳其兩大強權中立），只對薩伏依交換友誼而不給予同盟協議的軍事義務。他為了保障國界、收復領土和戰時招募軍隊，竭盡全力跟瑞士人達成了安全協定，1560年和瑞士的天主教各省簽約，1567年又和新教各省簽約，因此收復了日內瓦湖南岸和熱克斯鎮。公爵在國內則因為本人是虔誠的天主教徒，所以初期大舉迫害新教徒，直到1561年被他傾向寬容的夫人說服而給予有限的信仰自由。但他仍大力支持1563年成功的特利騰大公會議，回報是教宗讓薩伏依公爵獲得領地內主教、聖職的同意權；他也限制了宗教裁判所的過激的行為（和托斯卡納大公國一樣），如同阻止教會法院的肆無忌憚那樣。
1580年1月31日他的舅舅、葡萄牙国王恩里克一世去世，葡萄牙王國缺少男系血親的繼承人。當時埃馬努埃萊努力争取葡萄牙王位，但是他很快就發現，在西班牙王腓力二世壓倒性的優勢下，自己毫无機會。於是他放棄此念，讓腓力继承了葡萄牙王位。
1580年8月他出兵攻打薩盧茲侯國（Marquisate of Saluzzo）時，死於飲酒過度的肝硬化。其子卡洛·埃曼努埃莱一世將他葬在都靈主教座堂。

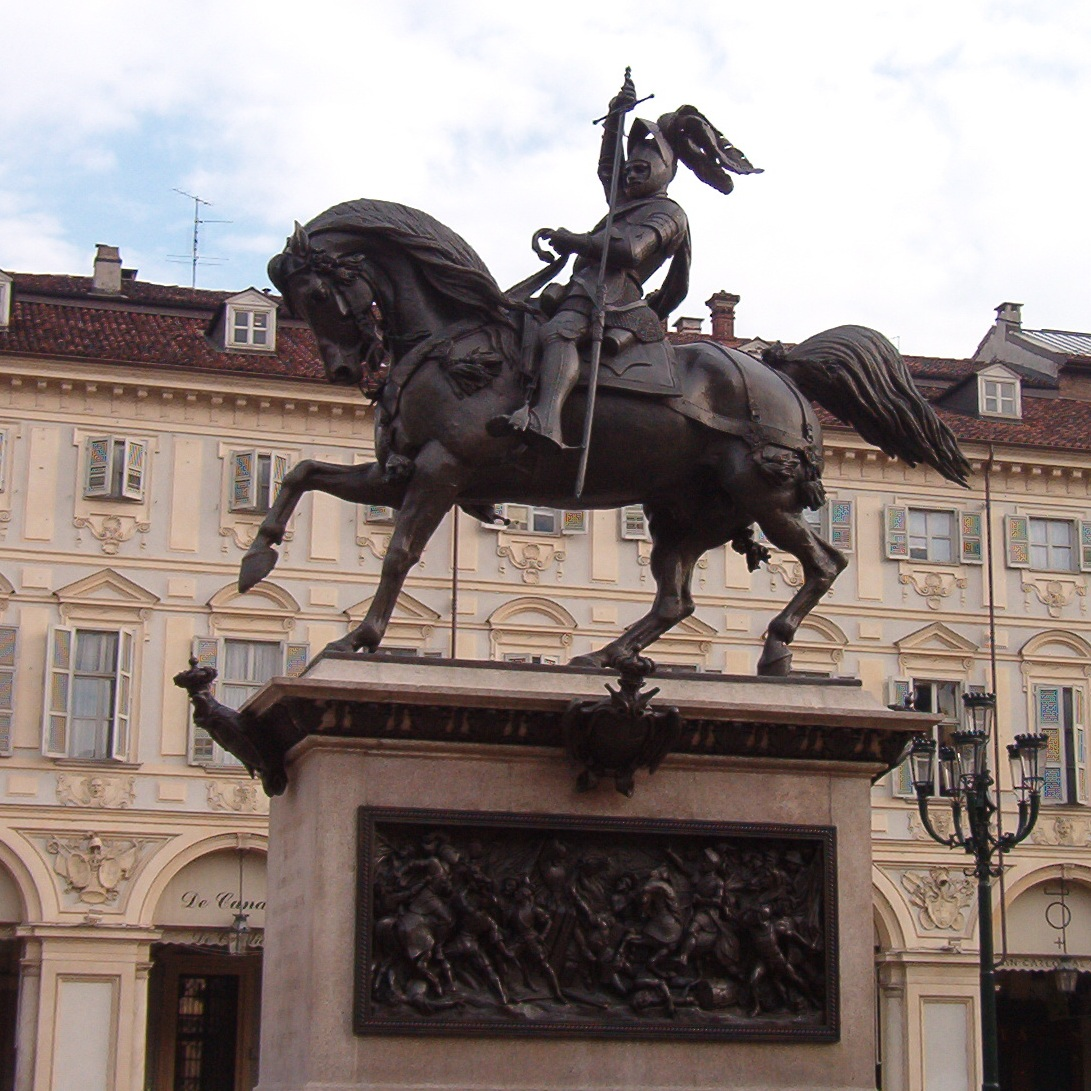
「青銅馬」─埃馬努埃萊騎馬的雕像，位於都靈的紀念碑
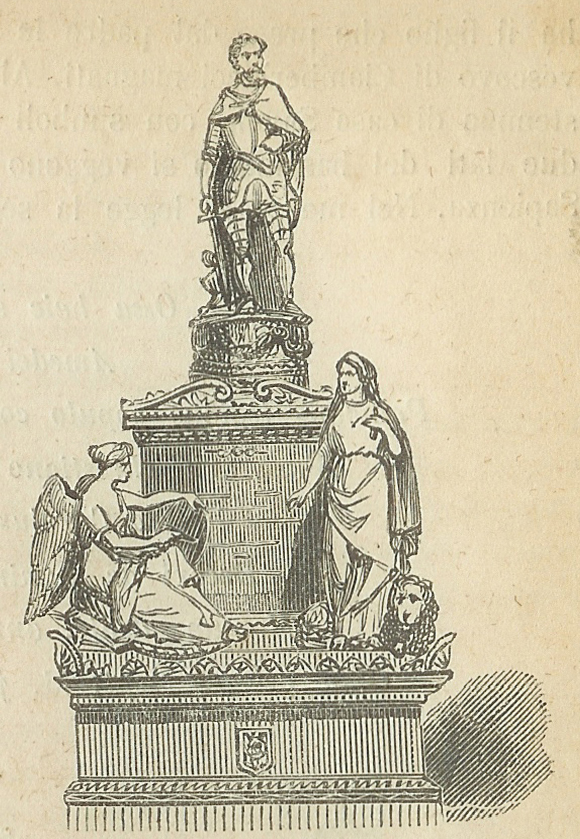
墓碑上的紀念雕像